# Guignonia potentillae
Guignonia potentillae är en tvåvingeart som beskrevs av Jean-Jacques Kieffer 1913. Guignonia potentillae ingår i släktet Guignonia och familjen gallmyggor.
Artens utbredningsområde är Frankrike. Inga underarter finns listade i Catalogue of Life.